# Zerzura (película)
Zerzura es una película coproducción de Níger y Estados Unidos filmada en colores dirigida por Christopher Kirkley sobre su propio guion escrito en colaboración con Rhissa Koutata, Ahmoudou Madassane y Guichene Mohamed que se estrenó el 19 de julio de 2017 en Estados Unidos y tuvo como actores principales a Ibrahim Affi, Zara Alhassane, Habiba Almoustapha y Rhissa Elryin. Fue íntegramente filmada en Níger.
 El filme participó en competencia en  el Festival Internacional del Nuevo Cine que tuvo lugar en 1028 en la ciudad de Pesaro, Italia. Este segundo largometraje del etnomúsico y director Chris Kirkley ha sido descripta como una etnoficción –tal es el término propuesto Jean Rouch para el género que es una fusión entre el modelo del documental y la ficción en el campo de la antropología-.

## El nombre del filme
Zerzura es una ciudad mítica u oasis que según antiguas versiones se encontraba en el desierto al oeste del río Nilo en Egipto o Libia. En escritos que datan del siglo XIII, hay menciones de una ciudad que es "blanca como una paloma" y la llamaban "Oasis de las pequeñas aves". Más recientemente, hubo exploradores europeos que realizaron expediciones en el desierto en busca de Zerzura, pero nunca tuvieron éxito. Ralph Bagnold de Gran Bretaña, y Lászlo Almásy de Hungría, dirigieron una expedición en la búsqueda de Zerzura en los años 1929-1930 utilizando camiones Ford Modelo T y Steyr.>Zerzura ha sido imaginada como "Un hipotético paraíso hecho de exuberantes palmeras y manantiales burbujeantes... en algún lugar de las ardientes y desoladas extensiones del desierto de Libia."

## Sinopsis
En el desierto vive una familia nómada y Boutali, uno de los hijos, se ha ido durante mucho tiempo sin enviar noticias por lo que su hermano Ahmoudou decide ir a buscarlo. Camina por el desierto superando todo tipo de pruebas y encontrando diversas rarezas: un hombre enloquecido por el oro que vive en un agujero en el suelo, malvados armados que lo atacan, un misterioso anciano que le regala una daga mágica que le ayudará a superar las situaciones de peligro. Además de su trama de aventuras y fantasía, la película es un largo viaje con tono etnográfico con los muchos detalles de la vegetación, de los oasis, de las personas, que le sirven para describir la vida de los nómadas.

## Reparto
Intervinieron en la película los siguientes intérpretes:
- Ibrahim Affi ... Tío
- Zara Alhassane ... Madre
- Habiba Almoustapha...	Habiba
- Rhissa Elryin...	Hombre en agujero
- Rhissa Koutata ... bandido 2
- Ahmoudou Madassane ...	Ahmoudou
- Guichene Mohamed ... bandido 1

## Críticas
Verónica Catalini escribió en el sitio indie-eye.it :

”Rodada con pocos recursos y producida gracias a una actividad de crowdfunding, es parte de lo "nuevo" también a través de la paradoja de lo obsoleto. Los efectos especiales (principalmente cortes durante la edición o desvanecimientos) se refieren a un cine temprano, que era, y sigue siendo, capaz de conducir a territorios inexplorados, cara a cara, literalmente, con el propio demonios.” 

Roberto Matteucci en el sitio web popcinema.org dijo:

”...sueñan con un oasis, un lugar de refrigerio, mientras están aturdidos por el calor y el sol….Zerzura...es real para los viajeros del desierto… las visiones, el juego subjetivo y, en primer lugar, el efecto de enfoque suave, en muchas escenas, coinciden con una búsqueda humana, tanto en los egoísmos de los cazadores de oro como en la calma reflexiva de los nómadas…Zerzura es diferente...Su existencia es la metáfora de una riqueza que no debe buscarse al final del viaje, sino simplemente dentro de la tienda de partida.

Robert Ham en el sitio .portlandmercury.com opinó:

”es otra variación del viaje de un héroe clásico...Este caballero desgarbado pasa días caminando por el desierto, encontrando todo tipo de pruebas y rarezas, como un tipo enloquecido por el oro que vive en un agujero en el suelo y un par de malvados armados, y ayudado en su búsqueda por la buena fortuna mística y una daga mágica que le regaló un misterioso anciano. La verdadera magia de Zerzura es el encanto tosco de su creación y ejecución. Kirkley… captura momentos electrizantes de tensión y horror a medida que esta odisea se vuelve cada vez más surrealista.

A.P. Kryza dijo en el sitio wweek.com:

”lo que comienza como una búsqueda de héroe relativamente directa se transforma de repente en una sinfonía sorprendente, surrealista y absolutamente hermosa de imágenes cerebrales extrañas.”

Christopher Kirkley escribió en el sitio quinlan.it:

”Ahmoudou Madassane es un vaquero occidental…Es un astronauta cuyo tocado tuareg envuelto alrededor de su rostro recuerda la visera del casco de un traje espacial, un viajero de espacios siderales, un Buck Rogers en el contexto del teatro del absurdo que se encuentra en el espacio, como Buster Keaton en Film o David Bowman en la sala rococó.